# Schlössle Meldegg

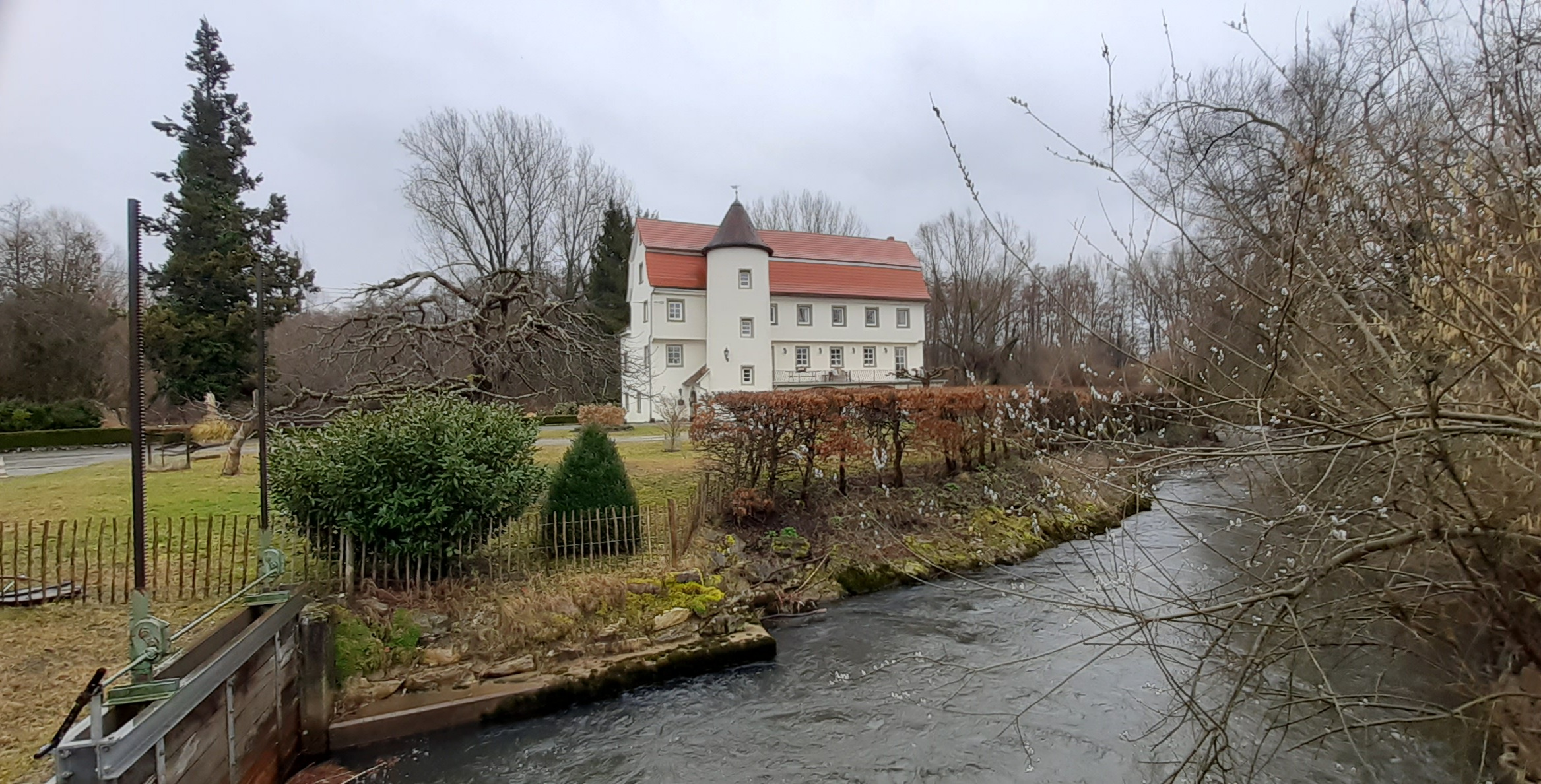
Blick auf das Schloss vom Mühlenkanal der Radolfzeller Aach

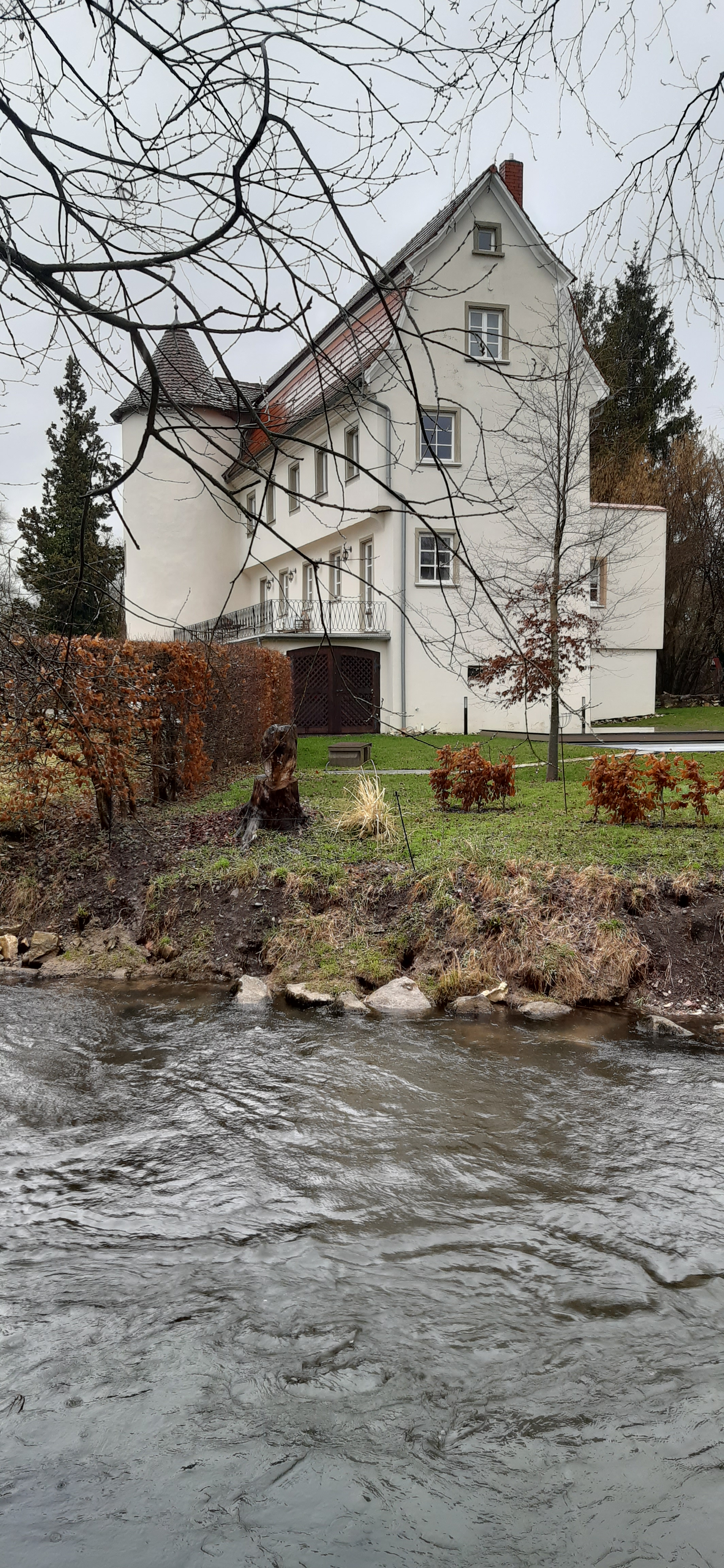
Blick aufs Schloss von Süden

Das Schlössle Meldegg ist ein Schloss in Beuren an der Aach, einem Stadtteil von Singen (Hohentwiel) im baden-württembergischen Landkreis Konstanz.

## Lage
Das Anwesen liegt auf einer Art Flussinsel, die durch einen Mühlenkanal und der Radolfzeller Aach im Südosten des Ortes gebildet wird. Das Schloss liegt am südlichen Rand des FFH-Gebietes Westlicher Hegau im Niederungsgebiet des Hegau.

## Geschichte
Das Schloss ist vermutlich aus einer Wasserburg hervorgegangen, deren Entstehungszeit aber unbekannt ist. Erstmals schriftlich erwähnt wurde das Schloss im Jahr 1568, doch vermutlich hatten bereits die Herren von Bodman-Möggingen im Spätmittelalter dort ihren Sitz. Zwischen 1554 und 1677 war der Ort in Besitz der Herren von Reichlin-Meldegg, auf die der volkstümliche Name Schlössle Meldegg zurückgeht. 1663 fiel das Gut nach der Heirat der Anna Reichlin von Meldegg an Johann Baptist  von und zu Hornstein, anschließend wechselte der Besitzer häufiger. Im 19. Jahrhundert wurde die Anlage umgestaltet, wobei die meisten Nebengebäude wie Scheunen, Ställe und Bauernhäuser abgebrochen wurden. Um 1847 wurde auf dem Gelände eine Gastwirtschaft mit Mühle errichtet, die bis 1982 bestand. Heute befindet sich das Schloss in einer Gartenanlage, in Privatbesitz und ist nicht zu besichtigen.

## Beschreibung
Das Schlösschen ist heute ein langrechteckiger zweigeschossiger Baukörper zu sieben auf zwei Achsen, dem im Nordwesten ein dreigeschossiger runder Treppenturm angebaut ist, dessen Kegeldach auf gleicher Höhe wie das nochmals zweigeschossige Mansardgiebeldach des Schlossbaus liegt. Im Nordosten springt ein Risalit mit Satteldach mehrere Meter vor. Der dort nach Süden anschließende vorspringende eingeschossige Anbau im Osten scheint neueren Datums zu sein.